# Acanthodavacarus klompeni
Genre
Espèce
Acanthodavacarus klompeni est une espèce d'acariens mesostigmates de la famille des Davacaridae, la seule du genre Acanthodavacarus.

## Distribution
Cette espèce est endémique d'Australie.

## Publication originale
- Walter, 2004 : From the subantarctic to the subtropics : a revision of the Davacaridae Kethley, 1977 (Acari : Trigynaspida : Mesostigmata) with the description of a new genus and three new species. Journal of Natural History, vol. 38, n. 16, p. 2033-2049.